# Прорыв линии Вольтурно
Прорыв Линии Вольтурно (нем. Volturno-Linie) — наступательная операция англо-американских войск в ходе Итальянской кампании Второй мировой войны.

## Наступление союзников
После высадки союзников в сентябре 1943 года немецкие войска продолжали поспешно отходить с юга Италии на север. Преследовавшие их части 8-й британской армии 16 сентября соединились в 60 км юго-западнее Салерно с 5-й американской армией. На Апеннинском полуострове образовалась единая линия фронта 15-й группы армий. Немецко-фашистское командование не имело достаточных сил и средств для обороны и продолжало отводить свои войска. 
Для замедления продвижения союзников немецкие войска создали несколько оборонительных позиций, протянувшихся через всю Италию от одного побережья до другого. Линия Вольтурно (ещё известная как «Линия Виктора») была самой южной из них. Она тянулась от Термоли, на востоке, вдоль реки Биферно через Апеннинские горы и далее, на запад, вдоль реки Вольтурно.
Генерал Александер, командующий войсками союзников, 21 сентября 1943 года поставил задачу продолжать наступление, намечая к концу года «захватить Рим с его аэродромами и узел шоссейных и железных дорог Терни, к северу от Рима». 

## Бои на Адриатическом побережье
На восточном побережье полуострова 8-я британская армия 25 сентября заняла Фоджу и находившиеся в ее окрестностях крупные аэродромы. Этим аэродромам союзники придавали большое значение, так как с них авиация могла совершать налеты на объекты, расположенные в Италии, Германии и на Балканском полуострове, а также на нефтепромыслы в Плоешти. 
В 2 часа 15 минут 3 октября 1943 года британские коммандос высадились в Термоли, а на рассвете части 11-й бригады британской 78-й пехотной дивизии пересекли реку Биферно. Вскоре два плацдарма соединились, а к вечеру в Термоли уже смогла высадиться 36-я бригада 78-й дивизии. Однако проблемы со снабжением и плохие погодные условия не позволили быстро возвести мост через Биферно, и танки так и остались на южном берегу.
Узнав о высадке союзников в Термоли, командовавший всеми войсками Оси в Италии фельдмаршал Кессельринг приказал 16-й танковой дивизии переключиться на Адриатический участок фронта, что создало серьёзную угрозу пехоте союзников, не имевшей поддержки. Получив 4 октября информацию о прибытии немецких танков, командовавший 78-й дивизией генерал-майор Эвеле (Evelegh) потребовал, чтобы ради скорейшего возведения моста его дивизия получила бы приоритет внутри 8-й армии при распределении ресурсов. 
По мере подхода германских танковых частей силы союзников на северном берегу Биферно были вынуждены переходить к обороне. К полудню 5 октября они уже были оттеснены настолько, что находились всего в полумиле от Термоли. Однако именно в этот момент усилия инженеров союзников завершились успехом, в результате чего британские и канадские танковые части устремились на северный берег Биферно по только что возведённому мосту. Вечером в Термоли была доставлена морем 38-я (Ирландская) бригада 78-й дивизии, и состоявшаяся следующим утром германская атака была отбита. Утром 6 октября союзники сами перешли в наступление, и после полудня немцы стали отходить к линии обороны по реке Триньо — так называемой «Линии Барбара».

## Бои на Тирренском побережье
Преследуя противника, отходившего вдоль западного побережья Апеннинского полуострова на север, соединения 5-й американской армии 1 октября вступили в Неаполь. Город был уже покинут немецкими  
войсками, против которых неаполитанские патриоты в течение четырех последних дней сентября вели героическую борьбу. 6 октября американские войска вышли к реке Вольтурно. 
В ночь на 12 октября американская 5-я армия пересекла Вольтурно. Немцы, используя удобную для обороны местность, с арьергардными боями отступили на следующую линию обороны («Линия Барбара»), к которой союзники подошли 2 ноября.